# Atletismo nos Jogos Pan-Americanos de 1959 - 100 m feminino
A prova dos 100 m feminino nos Jogos Pan-Americanos de 1959 foi realizada em Chicago, Estados Unidos.

## Medalhistas
| Ouro                                | Prata                            | Bronze                    |
| Lucinda Williams USA Estados Unidos | Wilma Rudolph USA Estados Unidos | Carlota Gooden PAN Panamá |

## Resultados
| Posição           | Nome             | Nacionalidade      | Tempo | Notas |
| ----------------- | ---------------- | ------------------ | ----- | ----- |
| Medalha de ouro   | Lucinda Williams | USA Estados Unidos | 12.1  |       |
| Medalha de prata  | Wilma Rudolph    | USA Estados Unidos | 12.3  |       |
| Medalha de bronze | Carlota Gooden   | PAN Panamá         | 12.3  |       |